# Ajayi Agbebaku
Ajayi Agbebaku (Ciudad de Benín, Nigeria, 6 de diciembre de 1955) es un atleta nigeriano, especializado en la prueba de triple salto en la que llegó a ser medallista de bronce del mundo en 1983.

## Carrera deportiva
En el Mundial de Helsinki 1983 ganó la medalla de bronce en triple salto, con un salto de 17.18 m, tras el polaco Zdzisław Hoffmann (oro con 17.42 m) y el estadounidense Willie Banks, plata con 17.18 metros.